# Katarzyna Marcysiak
Katarzyna Marcysiak – polska biolog, dr hab. nauk biologicznych, profesor uczelni Katedry Biologii Ewolucyjnej Wydziału Nauk Biologicznych Uniwersytetu Kazimierza Wielkiego.

## Życiorys
W 1986 ukończyła studia biologiczne na Uniwersytecie Mikołaja Kopernika w Toruniu, 27 czerwca 2003 obroniła pracę doktorską Pozycja taksonomiczna Pinus uncinata Ramond ex. DC. in Lam. ; DC. na podstawie cech szyszek, 5 marca 2015 habilitowała się na podstawie pracy zatytułowanej Zróżnicowanie cech morfologicznych wybranych arktyczno-alpejskich gatunków roślin w Europie w odniesieniu do ich położenia geograficznego.
Została zatrudniona na stanowisku adiunkta w Instytucie Biologii Środowiska na Wydziale Nauk Biologicznych Uniwersytetu Kazimierza Wielkiego.
Jest profesorem uczelni Katedry Biologii Ewolucyjnej Wydziału Nauk Biologicznych Uniwersytetu Kazimierza Wielkiego.